# 南宗寺

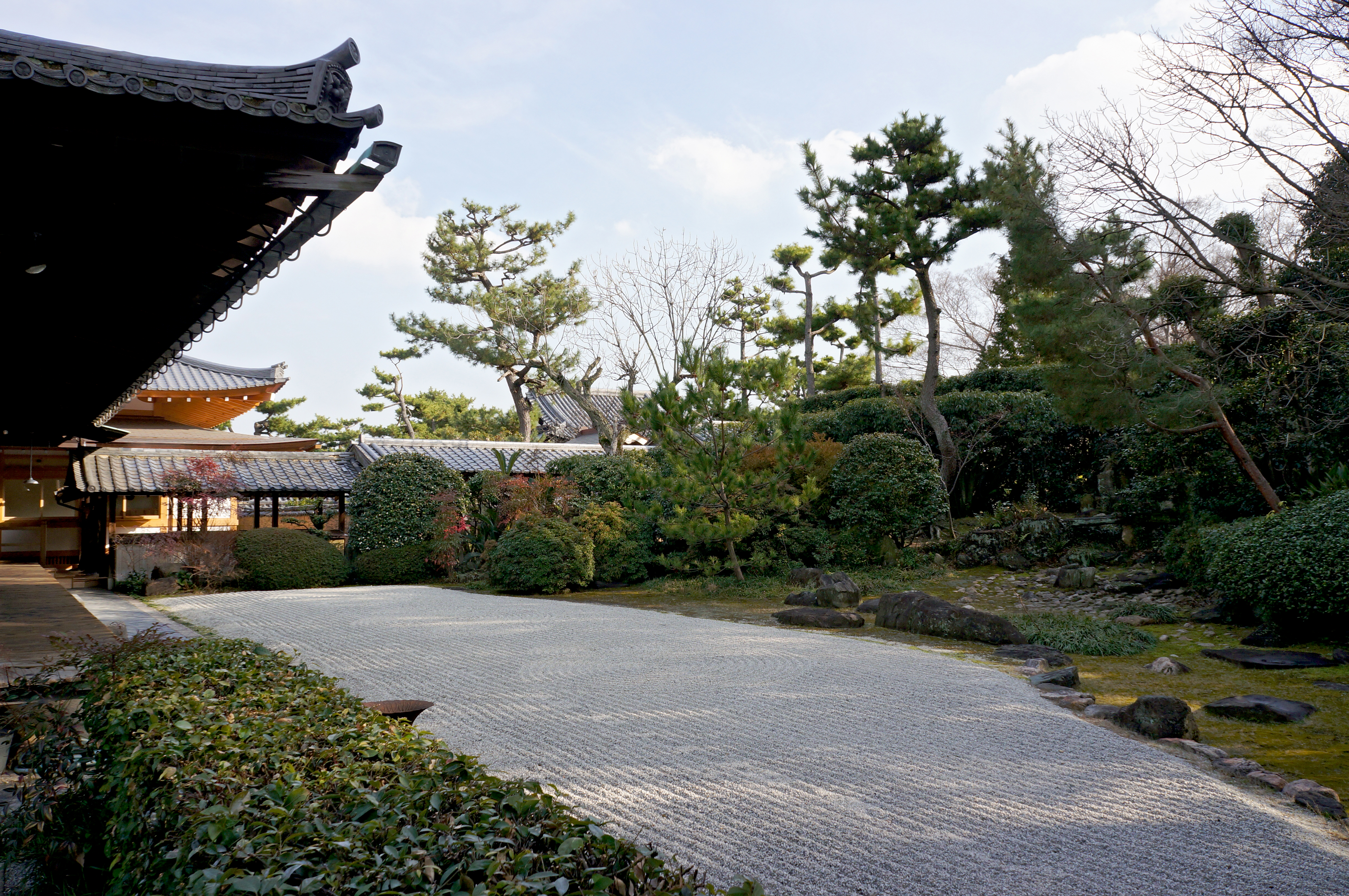
枯山水庭園 （国の名勝）

南宗寺（なんしゅうじ）は、大阪府堺市堺区にある臨済宗大徳寺派の寺院。山号は龍興山。本尊は釈迦如来。三好氏の菩提寺。茶人の武野紹鴎、千利休が修行をした縁の寺であり、堺の町衆文化の発展に寄与した寺院である。古田織部作と伝わる枯山水庭園は、国の名勝に指定されている。

## 歴史
大永6年（1526年）8月に古嶽宗亘が堺南荘にあった庵を南宗庵と名付けた。宗亘はこの庵を法嗣の伝庵宗器に継がせたが、宗器が早世したため、もうひとりの法嗣だった大林宗套が南宗庵3代目となった。
弘治3年（1557年）当時、畿内随一の実力者に上り詰めた河内国飯盛山城主・三好長慶が非業の死を遂げた父・三好元長の菩提を弔うべく、大林宗套に開山を依頼し、南宗庵をもとにして南宗寺を創建した。創建当時は堺市宿院町付近にあったと伝える。
南宗寺が落成したのは宗套の死後、笑嶺宗訢が2代目の住持を務めていた時代で、山号の龍興山を名付けたのも宗訢である。さらに、元亀4年（1573年）には足利義昭により十刹とされた。
天正2年（1574年）の松永久秀の兵火で焼け、三好之長を祀っていた三好神廟から8寸の黄金像が略奪されている。
慶長20年（1615年）の大坂夏の陣では、4月28日に豊臣方の大野治房による堺焼き討ちで市街とともに焼失したが、その後、元和5年（1619年）に当時の住職であった沢庵宗彭によって現在の場所に移されて再興された。現存する仏殿、山門などは沢庵の没後、17世紀半ばに整備されたものである。
太平洋戦争中の1945年（昭和20年）7月10日に行われた第6回大阪大空襲（堺大空襲）で開山堂、方丈、庫裏、茶室「実相庵」、東照宮などを失ったが、境内は江戸時代の禅宗寺院の雰囲気を今もとどめている。
大坂夏の陣において、徳川家康が後藤又兵衛に槍で刺されて落命したという伝説があり、密かに家康をお祀りしたとされている。
境内には臨済宗東福寺派の寺院である海会寺がある。かつて一時期だけ当寺の塔頭であった名残で現在もこの地にある。

## 伝・徳川家康の墓
当寺には徳川家康の墓とされるものが開山堂の跡地にある。当寺に伝わる『南宗寺史』には、「大坂夏の陣で真田信繁の攻撃を受けて敗れた徳川家康は、駕籠に乗って逃げる途中で後藤又兵衛に見つかり、その槍で突かれて辛くも堺まで落ち延びるも、駕籠を開けると既に事切れていた。ひとまず遺骸を当寺の開山堂の下に隠し、後に改葬した」との話がある。しかし、史実では、大坂夏の陣の前哨戦で堺はすでに大野治房によって焼き払われており、当時の堺には当寺も焼かれてしまってなかったとされる。また、又兵衛は家康にまみえたとされる日の前日に道明寺の戦いで討死している。
墓標近くには山岡鉄舟筆と伝わる「この無名塔を家康の墓と認める」との碑文が残っている。当地にはかつて東照宮があったが新しく作られた現在の徳川家康の墓は水戸徳川家家老の末裔三木啓次郎が1967年（昭和42年）に東照宮本殿の跡に建てたものである。碑石の銘には「東照宮 徳川家康墓」とある。

## 境内
- 仏殿（重要文化財） - 承応2年（1653年）再建の禅宗様仏殿。入母屋造、瓦葺き、一重裳階付き（1階建てだが屋根は2層になっている）。内部は石敷きの土間で、中央仏壇上に本尊・釈迦如来像を安置する。天井には狩野信政による「八方睨みの龍」が描かれている。大阪府下では唯一の仏殿建築である。
- 禅堂
- 客殿 - 2011年（平成23年）再建。
- 方丈（本堂） - 1960年（昭和35年）再建。
- 庭園（国指定名勝） - 枯山水庭園。方丈南側にある。元和5年（1619年）頃の築造と推定される。寺伝では古田織部の作と伝えられる。
- 茶室「実相庵」 - 1960年（昭和35年）再建。千利休好みの様式。
- 庭園「曹渓の庭」 - 2007年（平成19年）に原田榮進日本ガルテン協会会長によって作庭。
- 庫裏 - 2011年（平成23年）再建。
- 徳川家康の墓 - 東照宮本殿の跡地に三木啓次郎によって1967年（昭和42年）に建てられた。
- 唐門（重要文化財） - 仏殿の右方にある小規模な門で、仏殿と同時期の建築と思われる。旧東照宮表門。
- 夢界堂
- 坐雲亭
- 椿の井戸 - 千利休屋敷で使われたという井筒。
- 鐘楼
- 浴室
- 弁才天堂
- 山門（楼門、重要文化財） - 甘露門ともいう。正保4年（1647年）再建。三間一戸、入母屋造、本瓦葺き。上層軒裏の扇垂木、柱に粽（ちまき）を設ける点などに禅宗様がみられる。
- 三好長慶の像
- 総門
- 徳泉庵 - 塔頭。
- 天慶院 - 塔頭。
- 本源院 - 塔頭。
- 海会寺 - 臨済宗東福寺派の寺院。元は開口神社の南にあった
- 千利休の墓
- 表千家一門の墓
- 裏千家一門の墓
- 武者小路千家一門の墓
- 武野紹鴎の墓
- 三好元長・三好長慶・他の三好一族の墓
- 徳川家康のものとされる墓[5] - 開山堂跡地にある小さな卵形の塔。
- 津田宗及一門の墓
- 中井芳滝の墓

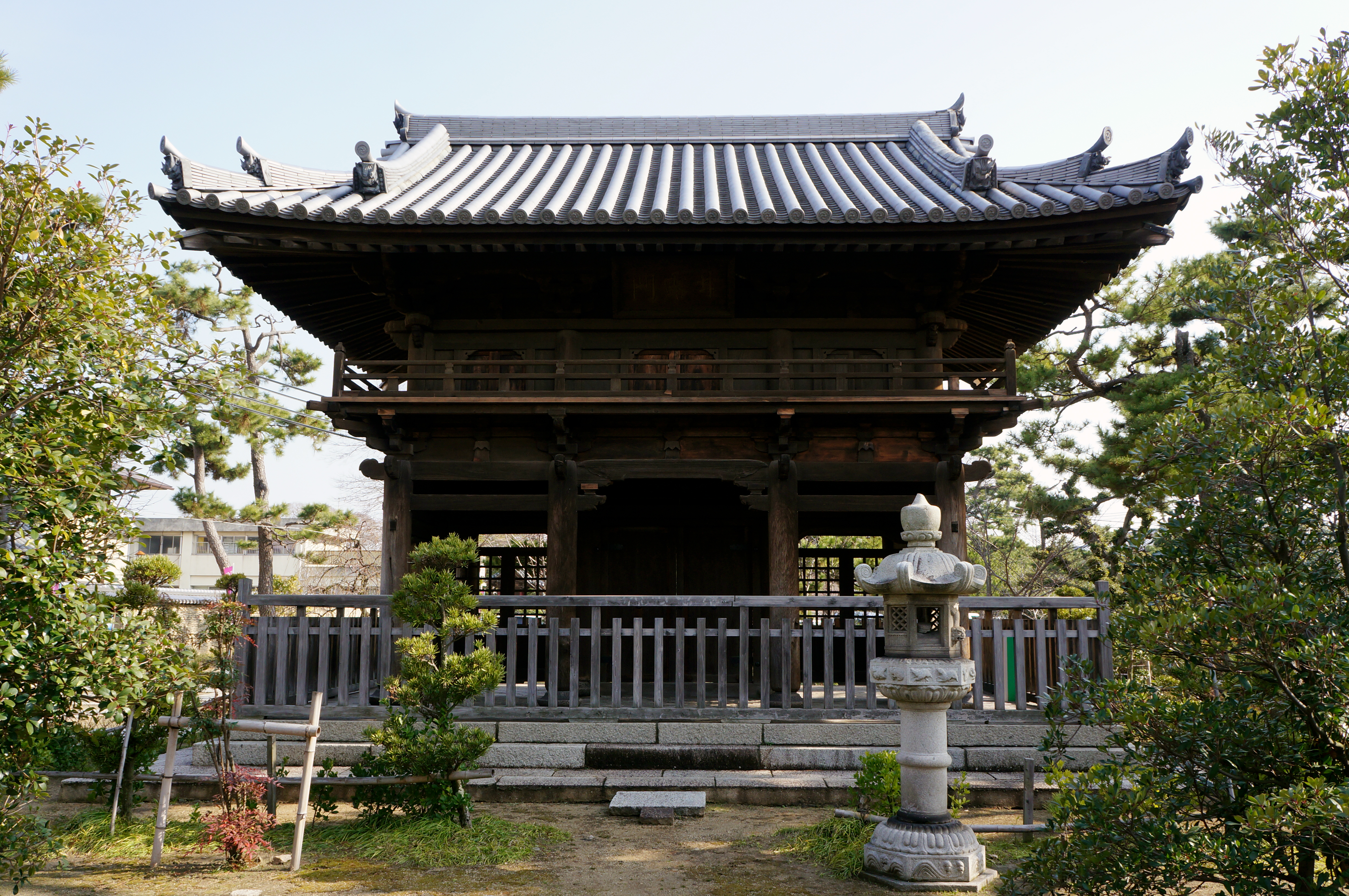
甘露門（重要文化財）
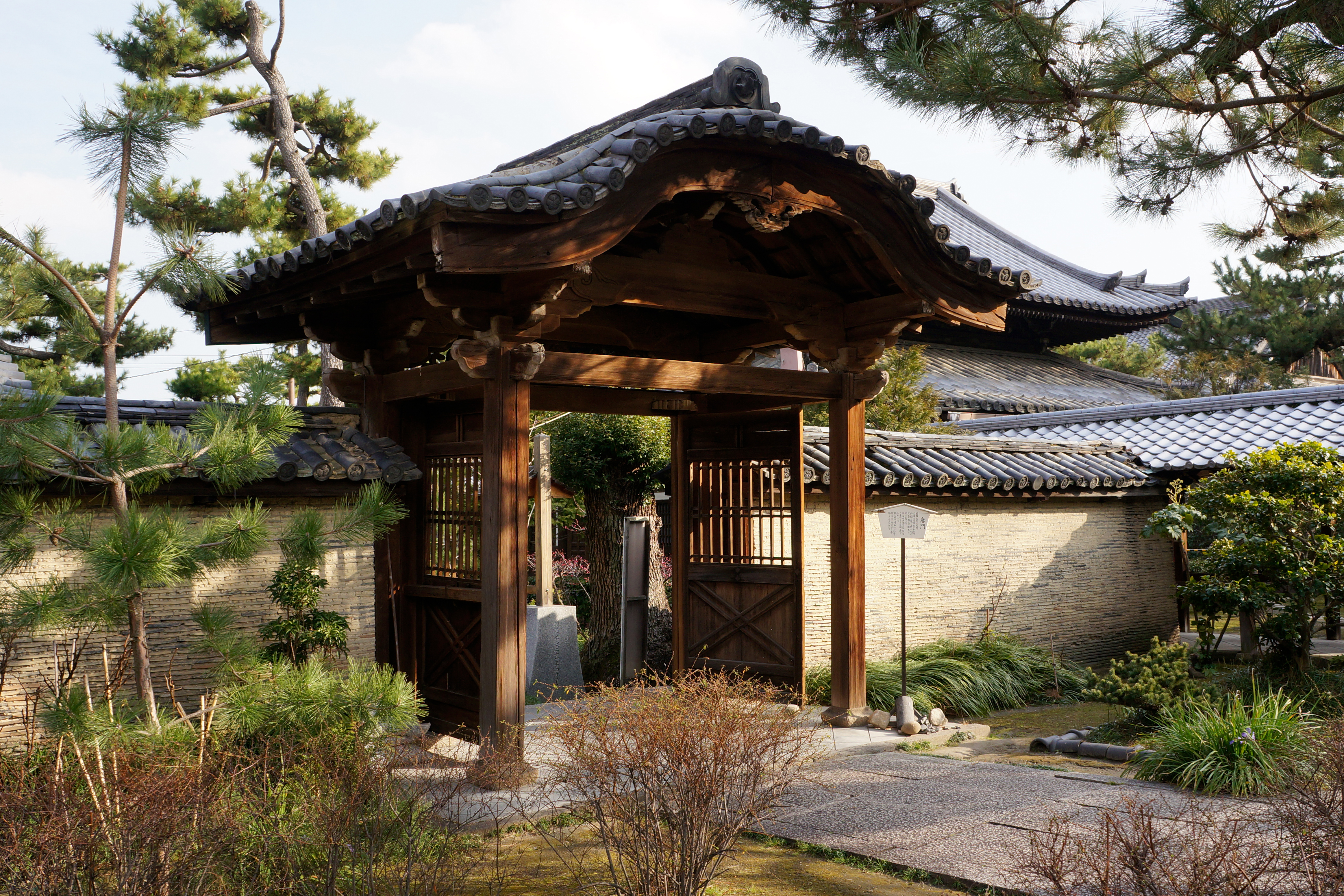
唐門（重要文化財）
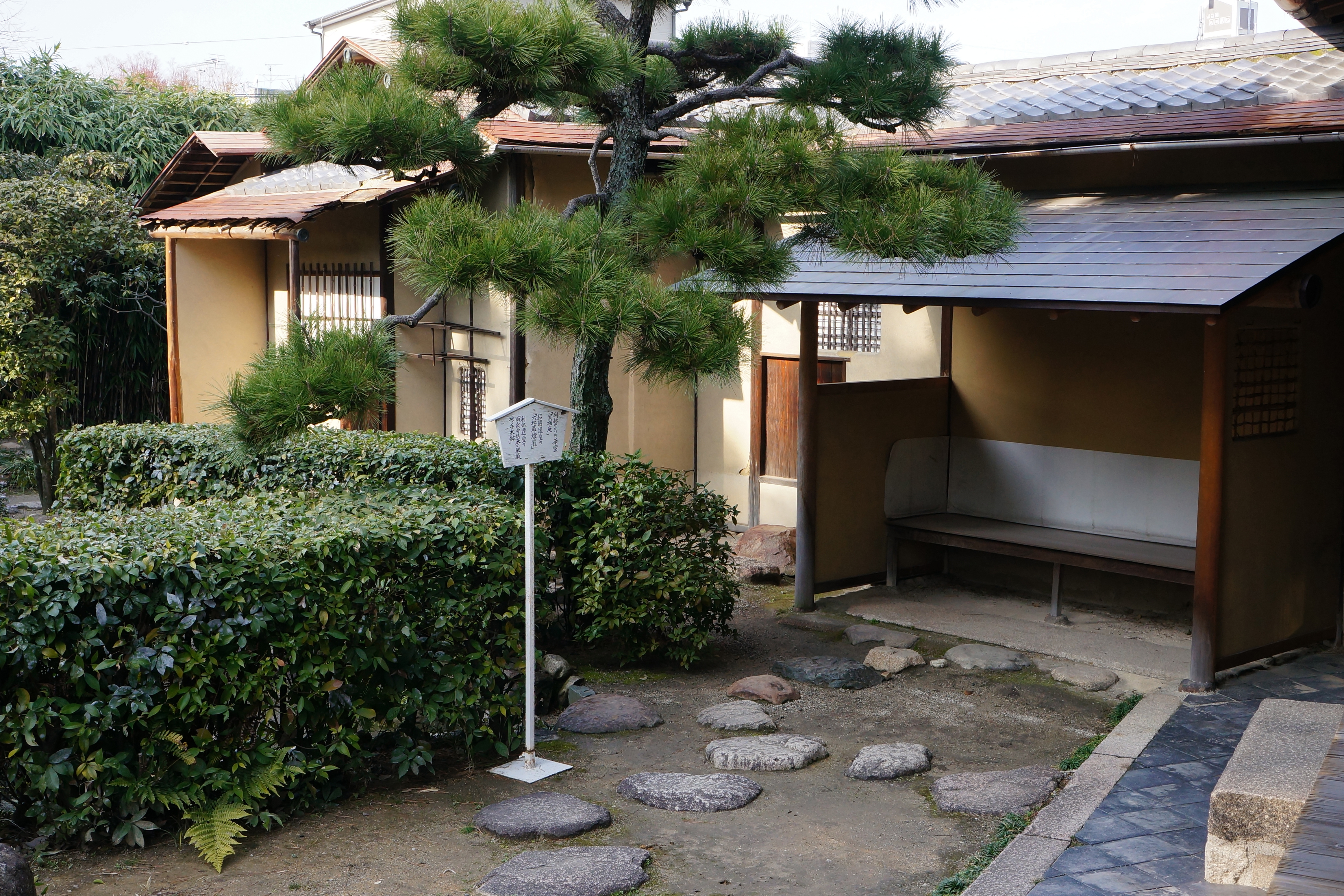
実相庵茶室

## 文化財

### 重要文化財
- 仏殿 附：棟礼 2枚 - 1993年（平成5年）12月指定。
- 山門 附：棟礼 1枚 - 1993年（平成5年）12月指定。
- 唐門 - 1993年（平成5年）12月指定。

### 国指定名勝
- 南宗寺庭園 - 1983年（昭和58年）指定[6][7]。

## 前後の札所
和泉西国三十三箇所
33 極楽密寺　-　客番 南宗寺　-　客番 慈眼院

## 交通
- 阪堺電気軌道阪堺線 御陵前停留場下車、徒歩5分
- 南海バス4・14系等堺市内中回り 山之口橋停留所または大仙西町団地前停留所下車